# Johann Josef Wilhelm Lux
Johann Josef Wilhelm Lux (* 6. April 1776 in Oppeln; † 29. Januar 1849 in Leipzig) war ein deutscher Veterinärmediziner an der Universität Leipzig.
1833 begründete er die Isopathie.
Lux studierte von 1793 bis 1800 Medizin in Oppeln, Jura in Jena und Veterinärmedizin in Breslau. Nach einem Aufenthalt an der Thierarzneischule in Berlin von 1800 bis 1803 setzte er von 1803 bis 1805 seine Studien der Medizin, Ökonomie und Botanik in Leipzig fort. 1805 wurde er an der Universität Leipzig zum Dr. phil. promoviert. Zwischen dem Wintersemester 1805/06 und dem Sommersemester 1819 hielt er regelmäßige Vorlesungen an der Universität Leipzig und kehrte auch danach noch sporadisch zur universitären Lehre zurück. Von 1810 bis 1847 praktizierte er.
Von 1832 bis 1837 war er Mitglied des Homoeopathischen Centralvereins.

## Veröffentlichungen
- Der Thier-Arzt ist Einer der wichtigsten Männer im Staate. Glogau 1800.
- Wie ist die Rindviehpest in ihrem ersten Entstehen untrüglich zu erkennen und zu behandeln : ein bisher verborgenes Geheimniß, durch Zeitgeschichten derselben in einer Reihe von Berichten, Gutachten und Verhandlungen, für Geschäftsmänner dargestellt und bearbeitet. Leipzig: Junius, 1803.
- Charakteristik der Rindepidemie oder Entzifferung noch nie erkannter früher Zeichen ... der sogenannten Hornviehseuche. Leipzig 1803.
- Disquisitiones politico-oeconomicae et veterinariae. Lipsiae : Nagel, [1806].
- Originalien über Gegenstände der Staatsökonomie und veterinarischen Polizey. Leipzig: Barth, 1807.
- Alexander Tolnay; Johann Josef Wilhelm Lux: Handbuch der Erkenntniß und Heilung der Seuchen. Leipzig 1808. (bei Google Books)
- Neue Methoden der Rind-Vieh-Pest Grenzen zu setzen. Leipzig 1813.
- Der Scharfrichter nach allen seinen Beziehungen : zum Druck für Landespolizeybehörden, Stadtmagistrate und landräthliche Offizial-, Stadt- und Kreisphysiker, Thierärzte und Scharfrichter. Leipzig 1813.
- Anweisung, die Löserdürre oder Rindviehpest abzuhalten und zu heilen : Für Kreisphysiker-Thierärzte u. Öconomen. Leipzig: Lauffer in Comm., 1815.
- Über das Abdecker-Wesen und die Folgen seiner Aufhebung : die Arkana, sympathischen Kuren und die geheime Sprache der Scharfrichter und Abdecker ; nebst auf Erfahrung gegründeten Beweisen, daß die an Milzbrand gefallenen Thiere höchst ansteckend seyn. Leipzig: Lauffer, 1818.
- Die Isopathik der Contagionen oder alle ansteckenden Krankheiten tragen in ihrem eigenen Ansteckungsstoffe das Mittel zu ihrer Heilung. Den Coriphäen der Homöopathik zur strengen Prüfung vorgelegt. Leipzig: Kollmann, 1833.